# Строительство и архитектура Ленинграда
«Строительство и архитектура Ленинграда» — советский архитектурный журнал. Выходил в Ленинграде с 1936 по 1945 год под названием «Архитектура Ленинграда»; с 1946 по 1959 год — под названием «Архитектура и строительство Ленинграда». Основное внимание уделял проблемам разработки и реализации Генеральных планов развития города, публиковал статьи и материалы по общим проблемам градостроительства и архитектуры, по вопросам планировки и застройки новых районов, реконструкции исторического центра Ленинграда, исследования по истории строительства Петрограда (Ленинграда), биографии крупнейших архитекторов, чья жизнь и деятельность была связана с Петроградом (Ленинградом) и др.
В 1981 преобразован в журнал «Ленинградская панорама».